# Running All Over the World
Running All Over the World è un brano inciso dalla rock band inglese Status Quo, uscito come singolo nel 1988.

## La canzone
Si tratta di una nuova versione del classico brano di John Fogerty “Rockin’ All Over the World”, già inciso con grandissimo successo dagli stessi Status Quo nel 1977.
La nuova incisione della traccia si inserisce nel novero di una infinita serie di iniziative benefiche intraprese dalla band a seguito di una feroce polemica scoppiata sui media britannici per essersi esibita in concerto nella città di Sun City, nel Sudafrica dell'apartheid.
Il singolo (modificato nel titolo e nelle liriche col permesso del suo autore), viene prodotto per raccogliere fondi in favore di ‘Sport Aid’, una istituzione che lotta contro la fame, la povertà e le malattie dei bambini nel mondo.
Pubblicato nel mese di agosto, sale alla posizione n. 17 nelle classifiche britanniche.
Il brano si trova oggi incluso in qualità di bonus track nella ristampa 2006 dell'album Ain't Complaining, in origine pubblicato anch'esso nel 1988.

## Tracce
1. Running All Over the World - 5:43 - (J. Fogerty)
2. Magic - 3:52 - (Rossi/Frost)
3. Whatever You Want - 4:03 - (Parfitt/Bown)

## Formazione
- Francis Rossi (chitarra solista, voce)
- Rick Parfitt (chitarra ritmica, voce)
- Andy Bown (tastiere, chitarra, armonica a bocca, cori)
- John 'Rhino' Edwards (basso, voce)
- Jeff Rich (percussioni)

## British singles chart
| Posizione | 30 | 17 | 17 | 30 | 35 | 49 | uscito |